# 시노하라 에미
시노하라 에미(篠原 恵美, 1963년 8월 8일~2024년 9월 8일)는 일본의 성우이다. 81 프로듀스 소속으로, 이전에는 아트비전에 소속해 있었다. 후쿠시마현에서 태어났으며, 나가노현 출신. 본명은 와타나베 에미코(渡辺 恵美子)이며, 결혼 전의 본명은 시노하라 에미코(篠原 恵美子).

## 출연작

### TV 애니메이션
1988년
- 초음전사 보그맨(미사키 하루카)

1990년
- 사이버시티 오에도 808(마스다 레미)

1992년
- 미소녀전사 세일러문(키노 마코토/세일러 쥬피터, 요마 큐레네, 요마 쥬모)
- 도쿄 바빌론(히다카 미레이)
- 오즈(1025)

1993년
- 미소녀전사 세일러문 R(키노 마코토/세일러 쥬피터)
- 모두 착한 아이에요(시마노 사쿠라(나중))

1994년
- 미소녀전사 세일러문 S(키노 마코토/세일러 쥬피터)

1995년
- 미소녀전사 세일러문 SuperS(키노 마코토/세일러 쥬피터)
- 아즈키짱(카즈키 미나)

1996년
- 미소녀전사 세일러문 세일러스타즈(키노 마코토/세일러 쥬피터)
- 세이버 마리오넷 J(팬져(나중))

1998년
- 마술사 오펜(아자리)
- 나이트 워커(마츠나가 야요이)

2000년
- 더 파이팅(이이무라 마리)

2002년
- 원반황녀 왈큐레(메무)

2003년
- 원반황녀 왈큐레 12월의 야상곡(메무)
- 건퍼레이드 마치(하라 모토코)

2004년
- 마리아님이 보고계셔 (미즈노 요코)
- 마리아님이 보고계셔~봄~ (미즈노 요코)

2005년
- 풀메탈 패닉(샤 유이팡)

2007년
- 클레이모어(오필리아)
- 정령의 수호자(제2황비)

2009년
- 괭이갈매기 울 적에 (우시로미야 나츠히)
- 마리아님이 보고계셔 4th 시즌 (미즈노 요코)
- 나루토 질풍전 (우즈마키 쿠시나)

### OVA
1993년
- 몰다이버(오오조라 히로시)

1994년
- 나의 지구를 지켜줘(모크렌)

2005년
- 원반황녀 왈큐레 성령절의 신부(메무)

2006년
- 원반황녀 왈큐레 시간과 꿈과 은하의 연회(메무)

### 극장판
1993년
- 미소녀전사 세일러문 Musical'93(키노 마코토/세일러 쥬피터)
- 극장판 미소녀전사 세일러문 R(키노 마코토/세일러 쥬피터)

1994년
- 극장판 미소녀전사 세일러문 S(키노 마코토/세일러 쥬피터)

1995년
- 극장판 미소녀전사 세일러문 Supers(키노 마코토/세일러 쥬피터)

### 게임
1997년
- 파랜드 스토리~4개의 봉인~(미리아)

2003년
- 스타오션3 Till the End of Time(미라쥬 코스트, 이세리아 퀸)

2004년
- 테일즈 오브 리버스(아가테 린드블룸)